# 哈伯德 (明尼蘇達州)
哈伯德（英語：Hubbard）是位於美國明尼蘇達州哈伯德縣哈伯德鎮區的一個普查規定居民點。

## 人口
根據2020年美國人口普查的數據，哈伯德的面積為0.26平方千米，當中陸地面積為0.26平方千米，而水域面積為0.00平方千米。當地共有人口56人，而人口密度為每平方千米215.38人。